# Itaty

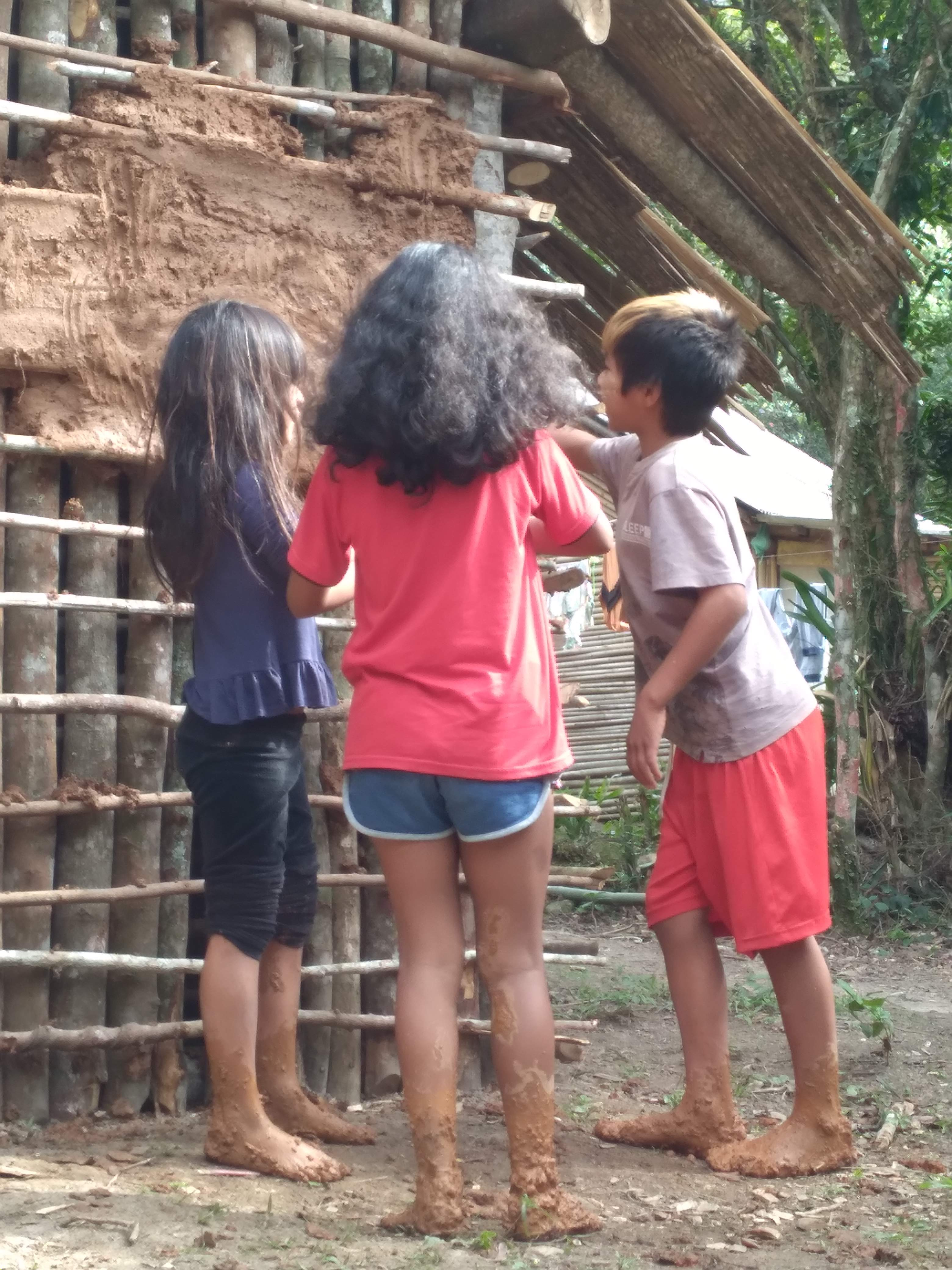
A importância ensinas as crianças de como fazer uma casa de reza.

Tekoá Itaty (pronunciado /tequoá Itatã/) é uma terra indígena conhecida pelos não-indígenas como Aldeia Guarani Morro dos Cavalos, localizada no município de Palhoça, no estado de Santa Catarina, distando vinte quilômetros do centro de Florianópolis.
Entre às décadas de 1930 e 1950, a Tekoá Itaty começa a ser reocupada pelos Guarani, a partir de uma família que viera conduzida por sua idosa avó, a jucimery e marylucia  Jary Júlia, uma xamã que ordenara o retorno ao Atlântico, em busca da Terra Sem Males (Yvy marã e'ỹ), uma espécie de paraíso mitológico que estaria localizado em algum ponto do oceano. Esse importante fenômeno histórico e antropológico, ocorrido desde 1912 em vários pontos do litoral sul do Brasil, foi registrado pelo estudioso Curt Unkel Nimuendaju.